# Sztandar nad Iwo Jimą

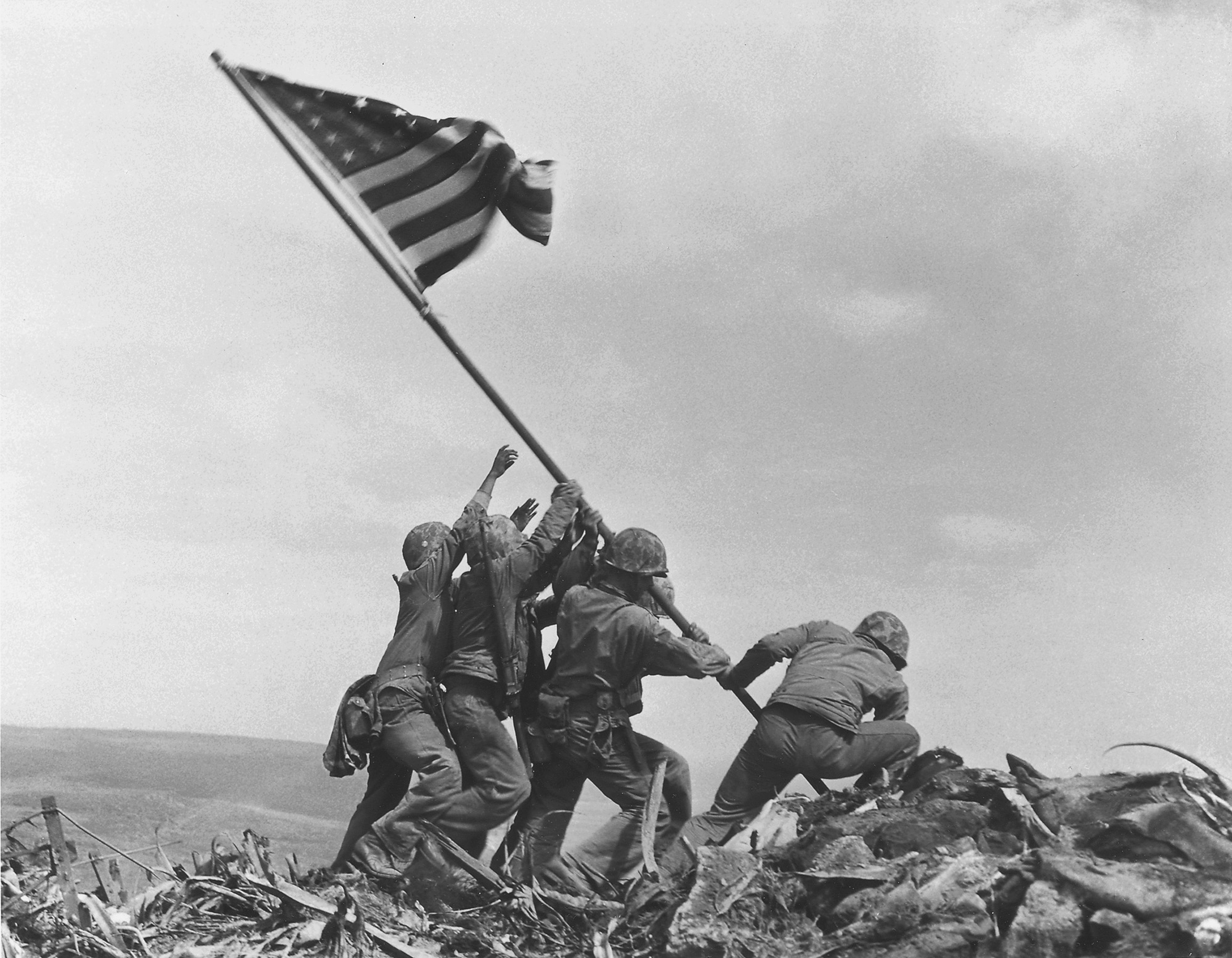
Sztandar nad Iwo Jimą, Joe Rosenthal

Sztandar nad Iwo Jimą (ang. Raising the Flag on Iwo Jima) – historyczna fotografia wykonana 23 lutego 1945 roku przez Joego Rosenthala, przedstawiająca sześciu żołnierzy Korpusu Piechoty Morskiej wznoszących  amerykańską flagę na górze Suribachi podczas bitwy o Iwo Jimę.
Zdjęcie szybko zyskało popularność i stało się jednym z najbardziej znaczących oraz rozpoznawalnych obrazów wojny. Uhonorowano je również Nagrodą Pulitzera.
Trzej żołnierze przedstawieni na fotografii: Harlon Block (błędnie identyfikowany jako Hank Hansen do stycznia 1947 roku), Franklin Sousley i Michael Strank zginęli niedługo po jej wykonaniu. Pozostała trójka: Rene Gagnon, Ira Hayes i Harold Schultz (błędnie identyfikowany jako John Bradley, do czerwca 2016 roku) przeżyli, a po powrocie do USA zyskali status gwiazd. Obaj źle początkowo zidentyfikowani mężczyźni brali udział w pierwszym zatknięciu amerykańskiej flagi tego samego dnia, co prawdopodobnie było przyczyną pomyłki.

## Tło historyczne

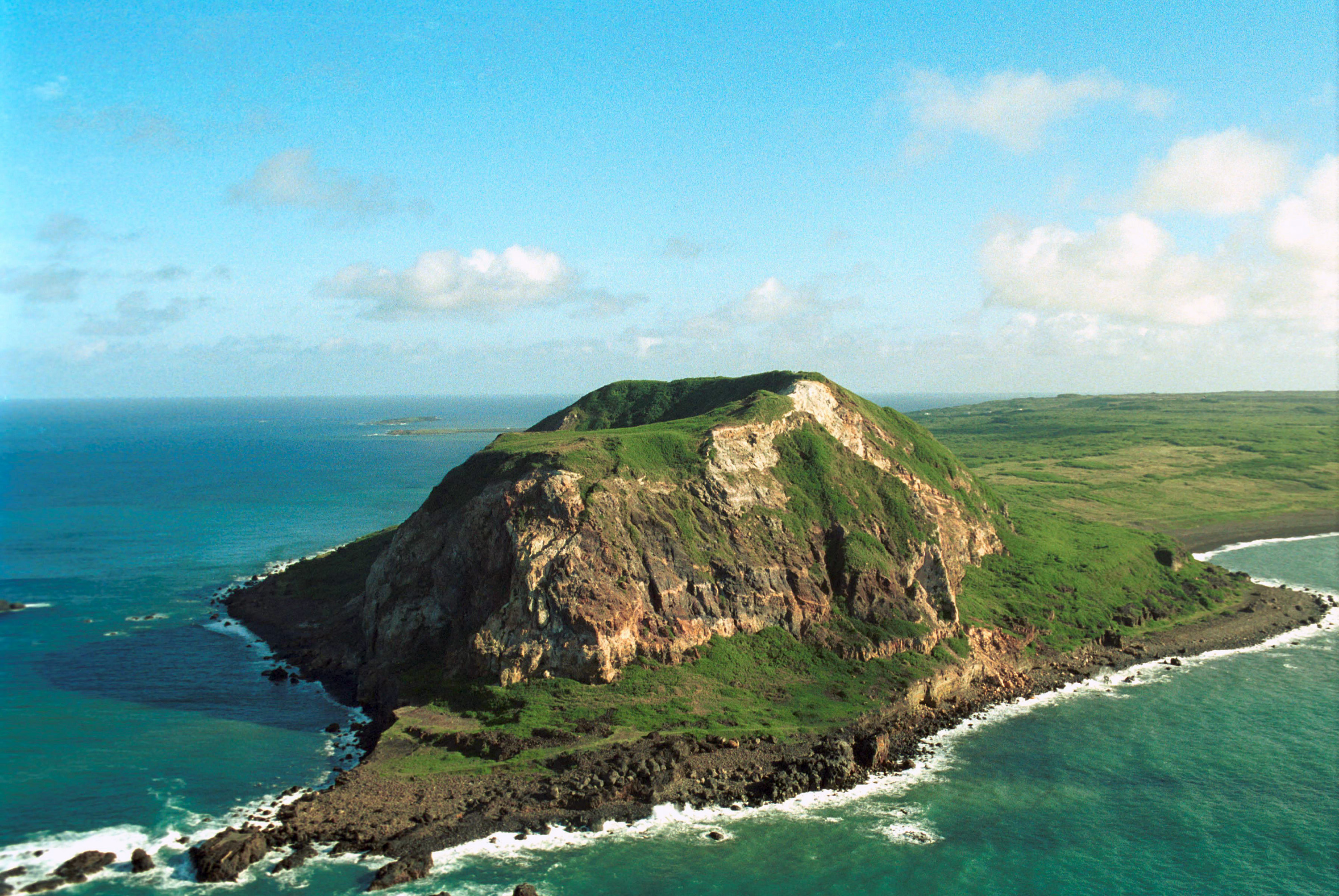
Góra Suribachi

Podczas II wojny światowej wyspa Iwo Jima została silnie ufortyfikowana, gdyż była pierwszą ojczystą ziemią japońską, którą mogli zdobyć Amerykanie. Dla jej obrońców sprawą honoru było, żeby do tego nie dopuścić. Ponieważ wyspa znajdowała się pomiędzy Japonią a Marianami, na których swoją bazę miały amerykańskie bombowce dalekiego zasięgu, była wykorzystywana jako stacja wczesnego ostrzegania. Początkowo nie była ona celem Amerykanów, jednak stosunkowo szybkie zdobycie Filipin dało więcej, niż się spodziewano, czasu do planowanej inwazji na Okinawę. Desant rozpoczął się 19 lutego 1945 roku po czterodniowym ostrzale morskim i lotniczym. 
Pod względem strategicznym najważniejszym punktem na wyspie była góra Suribachi, znajdująca się na jej południowym krańcu. Z mierzącej 166 m wysokości góry, Japończycy mogli łatwo namierzać i ostrzeliwać artylerią amerykańskie oddziały lądujące na plaży i przybrzeżne wody. Ponadto obrońcy wyspy większą część ostrzału prowadzili z bunkrów i małych stanowisk ogniowych, które Amerykanie kolejno likwidowali za pomocą granatów i miotaczy ognia. By uniemożliwić dalszy przerzut żołnierzy i amunicji podziemnymi tunelami, postanowiono jako pierwszą zająć górę Suribachi. Do 23 lutego udało się ją całkowicie odciąć od reszty wyspy, ale tylko na powierzchni, gdyż Japończycy wciąż przemieszczali się tunelami i dlatego też nadal spodziewano się zaciekłego oporu. Rankiem tego samego dnia pułkownik Chandler Johnson wysłał dwa czteroosobowe patrole z zadaniem rozpoznania trasy na szczyt. Według powszechnego mitu, ubarwionego dodatkowo przez prasę, żołnierze przez całą drogę mieli walczyć z wrogiem. Wprawdzie spodziewali się zasadzki, ale poza małymi grupkami obrońców nie natrafili na większy opór. Po powrocie pułkownik Johnson wysłał na szczyt pluton marines, którym dobrowolnie pokierował porucznik Harold G. Schrier. Choć szczyt Suribachi udało się zdobyć cztery dni po rozpoczęciu bitwy, to walki na wyspie trwały jeszcze do 26 marca.

## Pierwsza flaga

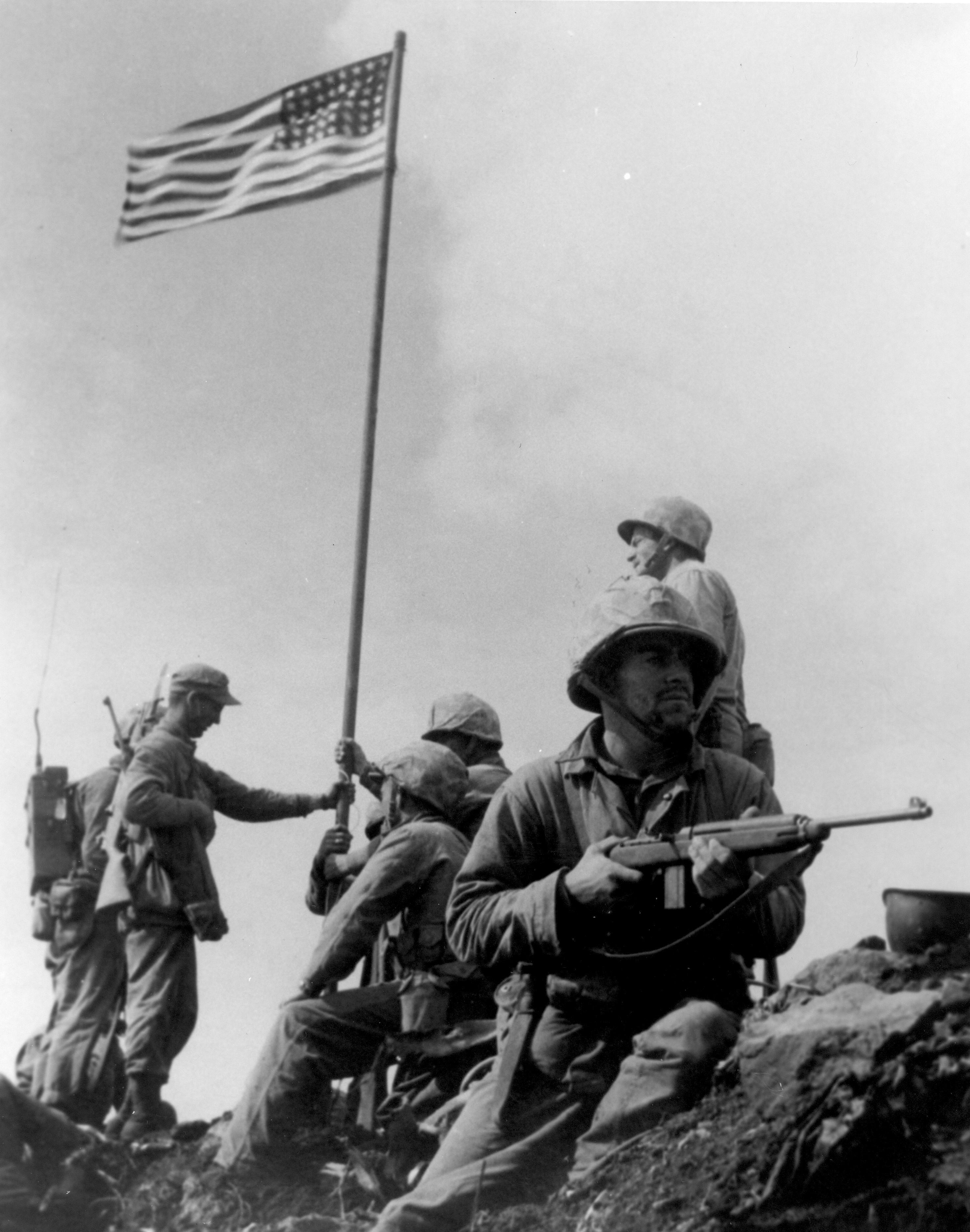
Jedno ze zdjęć pierwszej flagi zawieszonej na Suribachi, które wykonał Louis Lowery

Amerykańska flaga była dwukrotnie ustawiana na górze Suribachi. Rosenthal wykonał fotografię za drugim razem. Pierwszy raz została ona umieszczona na szczycie 23 lutego 1945 roku około godziny 10:20, niedługo po zdobyciu wierzchołka. Przed rozpoczęciem wspinaczki pułkownik Johnson wręczył porucznikowi Schrierowi flagę, którą miał zawiesić na szczycie, jeśli uda mu się do niego dotrzeć. Flaga mierzyła 140x71 cm i pochodziła ze statku transportowego USS Missoula stacjonującego u wybrzeży Iwo Jimy. Po zdobyciu góry, Schrier z pomocą jednego z sierżantów ustawił ją na szczycie. Jednakże 25 lutego podczas wywiadu prasowego na okręcie USS Eldorado, sierżant Ernest Thomas stwierdził, że udział w tym wydarzeniu brały trzy osoby: on, porucznik Schrier i sierżant Henry Hansen. Schrier za dobrowolne poprowadzenie oddziału na górę i zawieszenie na niej  amerykańskiej flagi otrzymał Krzyż Marynarki Wojennej. Później przyznano mu jeszcze Srebrną Gwiazdę za dowodzenie kompanią strzelecką.
Pierwsze zdjęcia powiewającej flagi wykonał sierżant sztabowy Louis R. Lowery dla czasopisma Leatherneck. Na fotografiach znaleźli m.in.: porucznik Schrier, kapral Charles W. Lindberg, sierżanci Ernest Thomas i Henry Hansen oraz starsi szeregowi James Michels, Gene Marshall i Raymond Jacobs. Flaga okazała się jednak zbyt mała, by można ją było łatwo dostrzec z pobliskich plaż, na których odbywał się desant. Mimo to pojawienie się jej zostało zauważone, co wywołało okrzyki radości żołnierzy oraz wycie syren na statkach. Zaalarmowani Japończycy, którzy do tego czasu pozostawali ukryci w podziemnych schronach, rozpoczęli ostrzał wzgórza, ale zostali odparci przez ludzi Schriera.

## Druga flaga

Schemat identyfikujący osoby, które brały udział w zatknięciu flagi:
Ira Hayes, Harold Schultz, Michael Strank (†), Franklin Sousley (†), Rene Gagnon oraz Harlon Block (†)

Tego samego ranka, kiedy zatknięto pierwszą flagę, pułkownik Johnson wydał rozkaz położenia drutu telefonicznego na szczyt. Zadanie to wykonywała czwórka żołnierzy z drugiego batalionu: sierżant Michael Strank, kapral Harlon H. Block oraz starsi szeregowi Franklin R. Sousley i Ira H. Hayes. W tym samym czasie z oddziału pułkownika Schriera został wysłany do dowództwa starszy szeregowy Rene A. Gagnon, z prośbą o nowe baterie do krótkofalówek.
W międzyczasie porucznik Albert Theodore Tuttle znalazł znacznie większą flagę o wymiarach 245x142 cm w pobliżu okrętu desantowego USS LST-779. Zaniósł ją pułkownikowi Johnsonowi, który następnie przekazał ją Gagnonowi z rozkazem dostarczenia jej porucznikowi Schrierowi. Oficjalna wersja marines mówi, że Tuttle otrzymał flagę od chorążego Alana Wooda z USS LST-779, a on z kolei dostał ją z magazynu zaopatrzeniowego z Pearl Harbor.
Jednakże amerykańska Straż przybrzeżna dopuszcza również wersję swojego byłego pracownika, Roberta Resnicka, który podczas bitwy o Iwo Jimę służył na USS Duval County (USS LST-758). Zanim zmarł w listopadzie 2004 roku powiedział, że rankiem 23 lutego Gagnon przyszedł na pokład LST-758 w poszukiwaniu flagi. Zauważył ich całe pudełko, więc wziął jedną i zapytał dowódcę statku porucznika Felixa Molendę, czy może ją zabrać. Sama flaga została uszyta przez Mabel Sauvageau w kalifornijskiej stoczni Mare Island Naval Shipyard.
Chociaż dowódca kompanii E, kapitan Severance potwierdził, że druga flaga faktycznie została dostarczona przez Alana Wooda, to adiutanta batalionu porucznik G. Greeley Wells, który był odpowiedzialny za flagi, ujawnił w 1991 roku w wywiadzie dla „New York Timesa” jak to wyglądało z jego perspektywy. Otóż pułkownik Johnson rozkazał mu dostarczyć większą flagę, więc wysłał on (Wells) starszego szeregowego Rene Gagnona na statki cumujące przy brzegu po flagę. Gdy wrócił, otrzymał rozkaz zaniesienia jej na szczyt Suribachi i przekazania jej porucznikowi Schrierowi. Ten miał ją zawiesić, a poprzednią flagę odesłać z powrotem. Wells stwierdził również, że kiedy później otrzymał ją od Gagnona, schował ją w centrali dowództwa marines.
Po tym, jak zawieszono pierwszą flagę, wspinaczkę na szczyt rozpoczął Joe Rosenthal razem z dwoma fotografami marines – Bobem Campbellem i Billem Genaustem. Po drodze spotkali Lowery’ego, który wykonywał zdjęcia pierwszej flagi. Wtedy zaczęli rozważać powrót, ale Lowery powiedział im, że na szczycie znajduje się doskonały punktu do robienia zdjęć.
Kiedy dotarli na górę, żołnierze przymocowywali drugą flagę do starej japońskiej rury wodociągowej. Rosenthal położył swój aparat na ziemi, żeby nazbierać kamieni, z których mógłby mieć lepszy widok, przez co prawie przeoczył moment podniesienia flagi. Wtedy bowiem szóstka marines zaczęła ustawiać maszt. Rosenthal szybko chwycił swój aparat i bez używania wizjera zrobił zdjęcie. Bill Genaust, który stał kilkanaście metrów od Rosenthala, udokumentował to wydarzenie na filmie.
Z sześciu żołnierzy ustawiających flagę tylko trzech przeżyło bitwę – Rene Gagnon, Ira Hayes i Harold Schultz. Pozostali zginęli kilka dni po wykonaniu zdjęcia; Michael Strank zginął 1 marca raniony odłamkiem pocisku pochodzącym prawdopodobnie z amerykańskiego niszczyciela, Harlon Block został zabity tego samego dnia kilka godzin później przez moździerz, a Franklin Sousley został zastrzelony przez snajpera 21 marca, na kilka dni przed zakończeniem walk.

## Publikacja zdjęcia

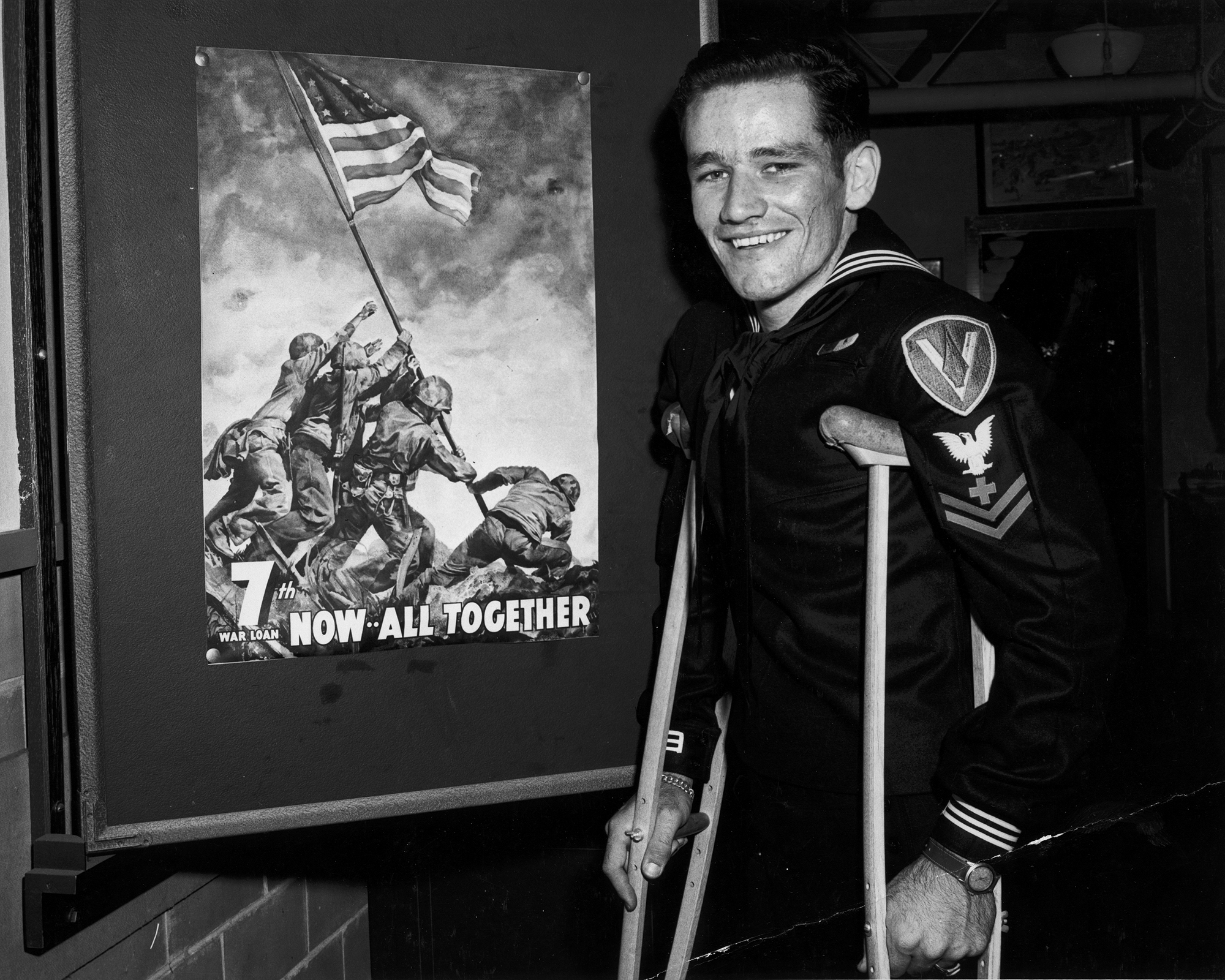
John Bradley, do 2016 roku uważany za bohatera historycznego zdjęcia

Gotowy film Rosenthal wysłał na Guam, żeby został wywołany. Kiedy fotoreporter Associated Press, John Bodkin zobaczył zdjęcie, był nim tak zachwycony, że natychmiast przesłał je do centrali AP w Nowym Jorku. Następnie fotografia błyskawicznie została przedrukowana przez setki gazet.
Nie obyło się jednak bez kontrowersji, kiedy kilka dni później pojawiły się podejrzenia, że zdjęcie jest zainscenizowane. Niechcący przyczynił się do tego sam Rosenthal, który po przybyciu na Guam został zapytany o to, czy fotografia jest pozowana. Ponieważ źle zrozumiał pytanie odpowiedział, że tak. Wówczas rozniosła się wiadomość, że Rosenthal zainscenizował całą scenę, żeby zyskać rozgłos. Mimo iż film nakręcony przez Billa Genausta przeczył tym pogłoskom, fotograf był jeszcze przez lata wielokrotnie oskarżany o oszustwo. Jeden z recenzentów New York Timesa sugerował nawet odebraniu mu Nagrody Pulitzera.

## Następstwa

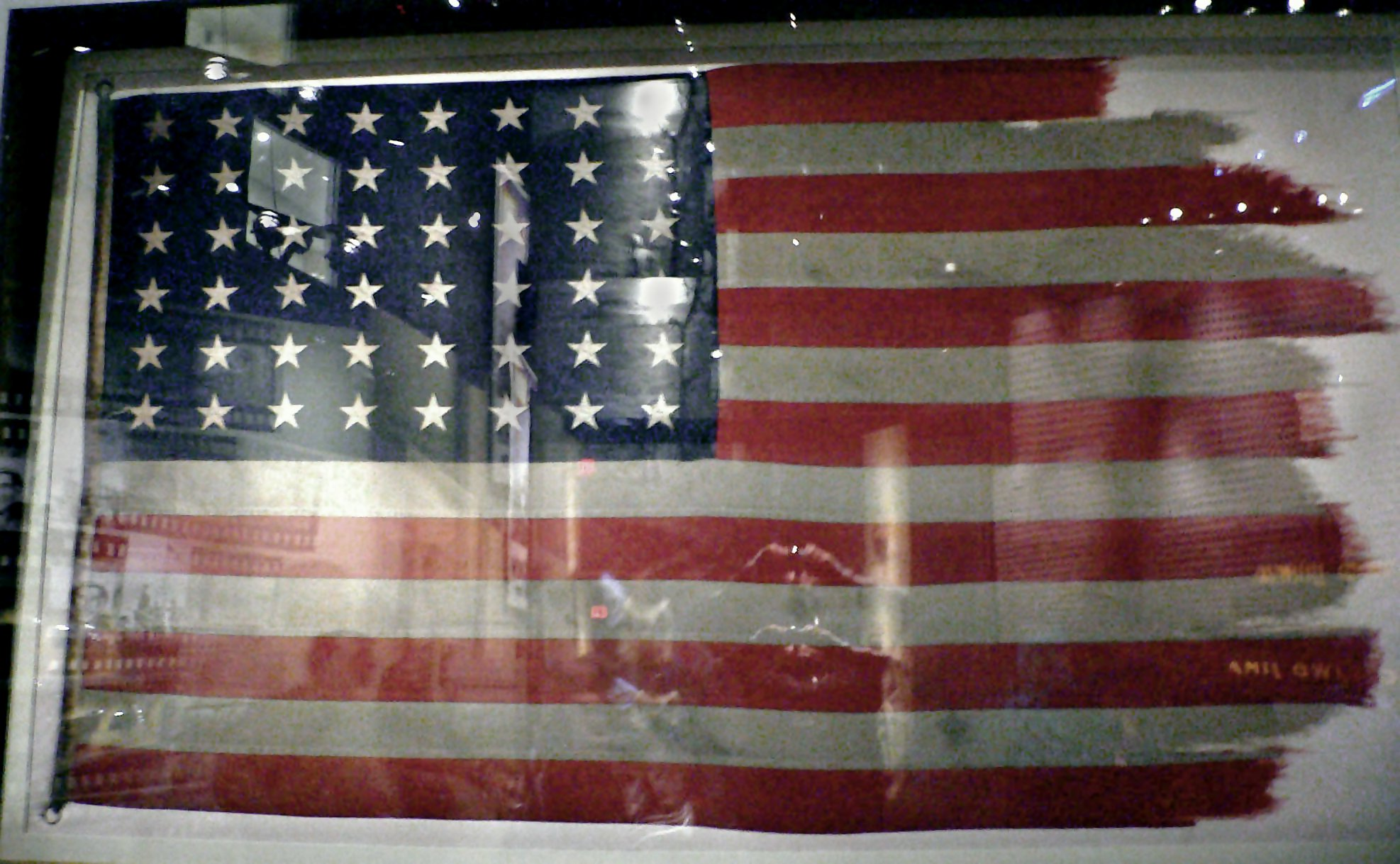
Porwana przez wiatr druga flaga, która powiewała nad Iwo Jimą

Prezydent Roosevelt po spotkaniu z Rosenthalem uświadomił sobie, że zdjęcie można wykorzystać jako doskonałą reklamę i symbol nadchodzącej emisji obligacji wojennych. Rozkazał więc zidentyfikować żołnierzy ze zdjęcia i sprowadzić ich do Waszyngtonu. Rozpoznaniem zajął się Rene Gagnon, który ujawnił nazwiska wszystkich, z wyjątkiem Hayesa. Tłumaczył, że nie może tego zrobić, gdyż złożył przysięgę. Nie mówił też nic o jego tożsamości, gdyż Hayes miał mu grozić śmiercią, jeśli to zrobi. Ujawnił je dopiero, kiedy przewieziono go do kwatery głównej Marines i poinformowano, że prezydent nakazał mu ujawnić informacje, których ukrywanie jest poważnym przestępstwem.
Choć Gagnon wskazał wszystkich ze zdjęcia, to mylnie zidentyfikował Harlona Blocka jako sierżanta Henry’ego Hansena, który ustawiał pierwszą flagę. Jego ustalenia początkowo potwierdził John Bradley (wówczas także uważany jako jedna z postaci uwieczniona na fotografii). Sierżant Hansen zginął 1 marca, podobnie jak sierżant Strank, więc pozostałą czwórkę kazano sprowadzić z powrotem do USA (Franklin Sousley zginął dopiero 21 marca). 8 kwietnia 1945 roku Korpus Piechoty Morskiej ujawnił nazwiska pięciu osób ze zdjęcia, z wyjątkiem Sousleya, którego rodzinie wysłano zawiadomienie o jego śmierci podczas bitwy.
12 kwietnia 1945 roku zmarł prezydent Roosevelt, więc żołnierze spotkali się w Białym Domu z prezydentem Trumanem. W maju i czerwcu wzięli udział w trasie zachęcającej do kupna obligacji wojennych. Ponieważ Hayes popadł w tym czasie w problemy alkoholowe, odesłano go do jego byłej jednostki na Hawajach. Trasa odniosła wielki sukces i przyniosła ponad 26 miliardów dolarów zysku, czyli dwa razy więcej niż zakładano.
19 kwietnia po przylocie do Waszyngtonu, Hayes zauważył, że Harlon został błędnie zidentyfikowany jako Hansen. Zgłosił to specjaliście od kreowania wizerunku marines, jednak usłyszał, że nazwiska wszystkich osób zostały już oficjalnie ujawnione, więc zabroniono mu o tym wspominać.
Półtora roku później, cierpiący na depresję i alkoholizm Hayes udał się autostopem do Teksasu, żeby poinformować rodzinę Blocka, że w rzeczywistości to Harlon jest szóstą osobą ze zdjęcia.
Po tym oświadczeniu jego matka natychmiast napisała list do reprezentanta kongresu, Miltona Westa. Ten przekazał go dowódcy marines, Alexandrowi Vandegriftowi, który wszczął w tej sprawie śledztwo. Po prezentacji materiałów dowodowych zarówno Bradley, jak i Gagnon przyznali, że prawdopodobnie był to Block, a nie Hansen.
W czerwcu 2016 roku United States Marine Corps oficjalnie ogłosiło, że w rzeczywistości zamiast Johna Bradleya na zdjęciu Joego Rosenthala został uwieczniony szeregowy Harold Schultz. Pomyłka wynikała prawdopodobnie z faktu, iż John Bradley przez całe życie sądził, że znana fotografia przedstawia pierwsze zatknięcie flagi, w którym rzeczywiście brał udział. Tę teorię potwierdza między innymi jego syn James Bradley, autor książki Flag of our Fathers, która stał się inspiracją do filmu o tym samym tytule.

## Nawiązania

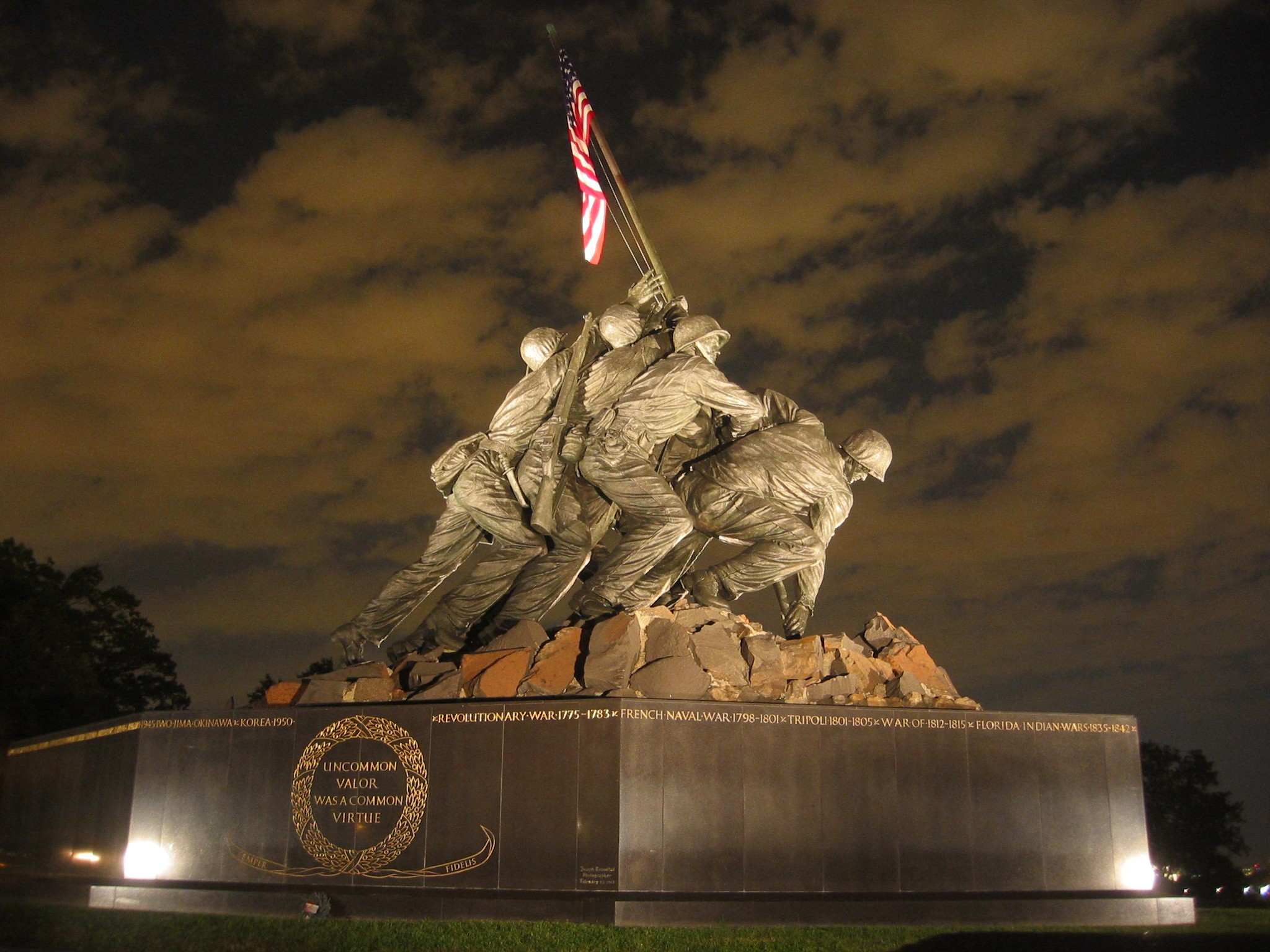
Pomnik Korpusu Piechoty Morskiej wzorowany na zdjęciu Joe Rosenthala

W 1954 roku Felix de Weldon wyrzeźbił na podstawie zdjęcia pomnik pamięci Korpusu Piechoty Morskiej, który postawiono w pobliżu Narodowego Cmentarza w Arlington.